# Lipsko (gmina)
Pour les articles homonymes, voir Lipsko.
Lipsko est une gmina urbaine-rurale (gmina miejsko-wiejska) ou mixte du powiat de Lipsko dans la Voïvodie de Mazovie, dans le centre-est de la Pologne.
Son siège administratif est la ville de Lipsko, qui se situe environ 127 kilomètres au sud de Varsovie (capitale de la Pologne).
La gmina couvre une superficie de 135,21 km2 pour une population de 11 538 habitants en 2006, avec une population pour la ville de Lipsko de 5 826 habitants et une population pour la partie rurale de 5 712 habitants.

## Histoire
De 1975 à 1998, la gmina est attachée administrativement à la voïvodie de Radom.
Depuis 1999, elle fait partie de la voïvodie de Mazovie.

## Géographie
Outre la ville de Lipsko, la gmina inclut les villages de :

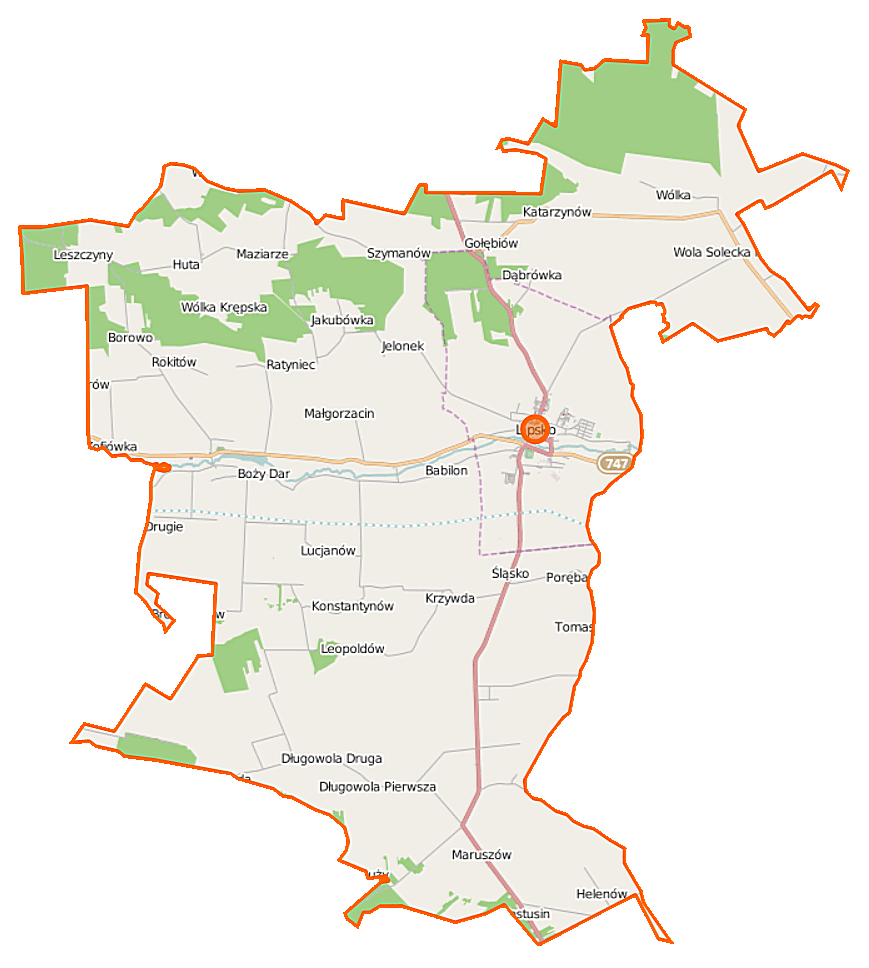
Plan de la gmina

- Babilon
- Borowo
- Boży Dar
- Dąbrówka
- Daniszów
- Długowola Druga
- Długowola Pierwsza
- Gołębiów
- Gruszczyn
- Helenów
- Huta
- Jakubówka
- Jelonek
- Józefów
- Katarzynów
- Krępa Górna
- Krępa Kościelna
- Leopoldów
- Leszczyny
- Lipa-Krępa
- Lipa-Miklas
- Lucjanów
- Małgorzacin
- Maruszów
- Maziarze
- Nowa Wieś
- Poręba
- Ratyniec
- Śląsko
- Szymanów
- Tomaszówka
- Walentynów
- Wiśniówek
- Wola Solecka Druga
- Wola Solecka Pierwsza
- Wólka
- Zofiówka

### Gminy voisines
La gmina de Lipsko est voisine des gminy suivantes :
- Chotcza
- Ciepielów
- Rzeczniów
- Sienno
- Solec nad Wisłą
- Tarłów.

## Structure du terrain
D'après les données de 2002, la superficie de la commune de Lipsko est de 135,21 km2, répartis comme tel :
- terres agricoles : 78 %
- forêts : 15 %

La commune représente 18,1 % de la superficie du powiat.